# Ligue Européenne de Natation
Ligue Européenne de Natation, förkortat LEN, är det europeiska simsportförbundet. Det är anslutet till FINA. LEN bildades 1927 i Bologna, och sedan 2015 finns högkvarteret i Nyon. Förbundet arrangerar många olika tävlingar.
LEN består av 52 nationella simfederationer i Europa, inklusive Israel. Det organiserar tävlingssimning inom simhopp, simning, öppet vatten-simning, konstsim och vattenpolo.

### Fotnoter
1. ↑  "History of LEN". Arkiverad 24 december 2013 hämtat från the Wayback Machine. Len.eu. Läst 5 mars 2012. (engelska)